# Iván de la Maza
Iván de la Maza Maillet  (Talcahuano, 18 de octubre de 1940) es un profesor de historia y político chileno, militante de la DC, que fuera intendente de la Región de Valparaíso, gobernador de la Provincia de Valparaíso (2003-2006) y diputado por el distrito N.° 12 desde 1994 hasta 1998.

## Biografía
Nació el 18 de octubre de 1940 en Talcahuano. Siendo hijo de Guillermo De la Maza y Teresa Maillet, Casado con María Verónica Molgaard Zamora y tienen tres hijos.
Estudió en el Colegio Rubén Castro de Valparaíso, mientras que los estudios superiores los realizó en la Universidad Católica de la misma ciudad, donde obtuvo el título de profesor de Historia y Geografía en 1967, donde fue presidente de Centro de Alumnos de su escuela.
Trabajó en la ENAMI en la Planta de Ventanas, desde 1968 a cargo de las relaciones industriales y también se desempeñó como director de Comunicaciones de la UCV. 
Además fue gerente regional de SILOB Chile y de COMAPLA.

## Vida política
Inicia su militancia política durante su etapa en la universidad, al incorporarse a la DC Universitaria.
En 1967 fue elegido regidor por Valparaíso y luego fue presidente de la Confederación Provincial de Municipalidades.
Durante la gestión de Juan Andueza Silva como intendente, ocupó el cargo de coordinador regional de Dirección General de Deportes (DIGEDER), en la Región de Valparaíso.
En las elecciones de 1993, fue candidato para diputado por el distrito N.°12 correspondiente a las comunas de Olmué, Limache, Villa Alemana y Quilpué, siendo elegido para el período 1994-1998, durante el cual participó de la Comisión Permanente de Gobierno Interior, Regionalización, Planificación y Desarrollo Social y fue diputado reemplazante en la Comisión Permanente de Recursos Naturales, Bienes Nacionales y Medio Ambiente; en la de Salud; y en la de Vivienda y Desarrollo Urbano.
Durante el gobierno de Ricardo Lagos fue designado como Gobernador de la Provincia de Valparaíso, ocupando el cargo desde julio de 2003 hasta el 11 de marzo de 2006, fecha en la que asumió como Intendente de la Región de Valparaíso desempeñando dicho cargo durante todo el gobierno de Michelle Bachelet.
Fue condecorado por la Policía de Investigaciones de Chile, en junio de 2008, con la medalla "Honor al Mérito", por el compromiso y los esfuerzos desplegados, para disminuir los índices de delincuencia, en su labor como intendente de la Región de Valparaíso.

## Historial electoral

### Elecciones parlamentarias de 1993
- Elecciones parlamentarias de 1993 a Diputado por el Distrito 12 (Limache, Olmué, Quilpué y Villa Alemana) [1]

### Elecciones parlamentarias de 2001
- Elecciones parlamentarias de 2001 a Diputado por el distrito 13 (Valparaíso, Isla de Pascua y Juan Fernández) [2]